# Tokyo Londra Scalea
Tokyo Londra Scalea è l'ottavo album del cantautore italiano Tony Tammaro, pubblicato nel 2015 dall'etichetta Massimo Rispetto.

## Tracce
1. Equitalia - 2:54 (Tony Tammaro)
2. Amico - 3:16 (Tony Tammaro)
3. Fruttajuolo - 3:26 (Tony Tammaro)
4. Me piace 'o mare - 2:29 (Tony Tammaro)
5. Fornacella - 3:40 (Tony Tammaro)
6. 'A birr - 3:04 (Tony Tammaro)
7. Talent show - 3:15 (Tony Tammaro)
8. Un peperone dentro l'anima - 3:09 (Tony Tammaro)
9. Nannina - 1:56 (Tony Tammaro)
10. L'uomo vintage - 1:40 (Tony Tammaro)
11. I Sing for Money - 3:26 (Tony Tammaro)

## Musicisti
- Tony Tammaro - Voce, chitarre e pianoforte
- Lello Petrarca - basso elettrico, batteria, pianoforte, piano elettrico, chitarre
- Sergio Carlino - voce in I Sing For Money
- Annalisa D'Agosto - voce ('A birr)
- Enrico Siniscalchi - voce ('A birr)
- Marco Maiole - chitarra in Talent Show